# Società Sportiva Cavese Calcio 1919 1999-2000

## Stagione
Il giovane presidente Gino Montella, rimasto solo al comando dopo la scomparsa del suo socio Franco Troiano, allestisce una squadra di tutto rispetto ma l'andamento della stagione viene condizionato dallo scarso feeling tra l'allenatore Ottoni e la squadra.
Il presidente decide di esonerare mister Ottoni solo alla fine dell'inverno e grazie al nuovo mister Paolo Lombardo, la Cavese intavola una serie di risultati positivi che permette alla squadra di salvarsi all'ultima giornata di campionato evitando il baratro dei play-out.

## Organigramma societario
Area direttiva
- presidente: Gino Montella
- direttore sportivo: Angelo Belmonte
- segretaria organizzativa: Angela Pesante
- segretario amministrativo: Rosario De Rosa

Staff tecnico
- allenatore: Claudio Ottoni (fino a Marzo 2000)
- allenatore : Paolo Lombardo (calciatore) (da Marzo 2000)
- preparatore dei portieri: Lello Senatore
- medici sociali: Antonio Massa
- massaggiatore: Ugo Russo
- massaggiatore2 Carlo Senatore
- magazzinieri: Alfredo Codetti, Antonio Ferrara

Ufficio stampa
- responsabile: Antonio De Caro
- addetto stampa: Geom. Alfonso Amaturo
- consulente legale: Eduardo Chiacchio
- fotografo: Michele Sica
- mascotte: Francesco Montella